# Нелсон (Британска Колумбија)
Нелсон (енгл. Nelson) је град у Канади у покрајини Британска Колумбија. Према резултатима пописа 2011. у граду је живело 10.230 становника.

## Становништво
Према резултатима пописа становништва из 2011. у граду је живело 10.230 становника, што је за 10,5% више у односу на попис из 2006. када је регистровано 9.258 житеља.
| 2006. | 2011.  |
| ----- | ------ |
| 9.258 | 10.230 |